# Темштица
Темштица или Темска (серб. Темштица или Темска) — река в Сербии, приток реки Нишава.
Темштица является стоком Завойского озера через платину.
Река принадлежит к бассейну Чёрного моря. Длина — 25 км. Её собственный бассейн имеет площадь 820 км². Темштица не судоходна.
Осенне-зимнее половодье приводит к существенному повышению уровню воды в реке.

## Притоки
- Река Топлодольская (43°17′49″ с. ш. 22°36′39″ в. д.HGЯO)